# Kanton Tours-Est
Der Kanton Tours-Est war bis 2015 ein französischer Wahlkreis im Arrondissement Tours, im Département Indre-et-Loire und in der Region Centre-Val de Loire. Vertreterin im Generalrat des Départements war zuletzt von 2001 bis 2015, wiedergewählt 2008, Monique Chevet. 
Der Wahlkreis umfasste den Ostteil der Stadt Tours.